# Limoz Dizdari
Limoz Dizdari, född 1942 i Delvina i Albanien, är en albansk kompositör av filmmusik och klassisk musik. Limoz Dizdari blev belönad med Artist i Merituar (på svenska Meriterad artist). Han har en examen (år 1966) från en konstakademi i Tirana.